# Босна и Херцеговина на Светском првенству у атлетици у дворани
Босна и Херцеговина је до сада осам пута самостално учествовала на Светским првенствима у дворани. Први пут је учествовала на 5. Светском првенству 1995. у Барселони.
Светска првенства у атлетици у дворани одржавају се сваке две године од првог одржаног 1987.
Атлетичари Босне и Херцеговине су учествовали на неким од тих такмичења, као део репрезентације СФРЈ на првом Светског првенства у дворани одржаном у Индијанаполису, и другом 1989. у Будимпешти.
На светским првенствима у дворани Босна и Херцеговина није освајала медаље, тако да се после Светског првенства 2018. налази у групи земаља иза 84. места земаља освајачица медаља.
| Место | СП у дворани        |   |   |   |   |
| =<84  | Босна и Херцеговина | 0 | 0 | 0 | 0 |

## Освајачи медаља на светским првенствима у дворани
Нису освајане медаље

## Учешће и освојене медаље Босне и Херцеговине на светским првенствима у дворани
| Учешће и освојене медаље Босне и Херцеговине на СП | Учешће и освојене медаље Босне и Херцеговине на СП | Учешће и освојене медаље Босне и Херцеговине на СП | Учешће и освојене медаље Босне и Херцеговине на СП | Учешће и освојене медаље Босне и Херцеговине на СП | Учешће и освојене медаље Босне и Херцеговине на СП | Учешће и освојене медаље Босне и Херцеговине на СП | Учешће и освојене медаље Босне и Херцеговине на СП | Учешће и освојене медаље Босне и Херцеговине на СП | Учешће и освојене медаље Босне и Херцеговине на СП | Учешће и освојене медаље Босне и Херцеговине на СП | Учешће и освојене медаље Босне и Херцеговине на СП | Учешће и освојене медаље Босне и Херцеговине на СП | Учешће и освојене медаље Босне и Херцеговине на СП | Учешће и освојене медаље Босне и Херцеговине на СП | Учешће и освојене медаље Босне и Херцеговине на СП | Учешће и освојене медаље Босне и Херцеговине на СП | Учешће и освојене медаље Босне и Херцеговине на СП |
| СП                                                 | Учесника                                           | Муш.                                               | Жене                                               | дисц.                                              |                                                    |                                                    |                                                    |                                                    | Пласман                                            | 4.М                                                | 5.М                                                | 6.М                                                | 7.М                                                | 8.М                                                | УК фин.                                            | Пл. ТУ                                             | Детаљи                                             |
| -------------------------------------------------- | -------------------------------------------------- | -------------------------------------------------- | -------------------------------------------------- | -------------------------------------------------- | -------------------------------------------------- | -------------------------------------------------- | -------------------------------------------------- | -------------------------------------------------- | -------------------------------------------------- | -------------------------------------------------- | -------------------------------------------------- | -------------------------------------------------- | -------------------------------------------------- | -------------------------------------------------- | -------------------------------------------------- | -------------------------------------------------- | -------------------------------------------------- |
| 1987 — 1989.                                       | Учествовала као део репрезентације СФРЈ            | Учествовала као део репрезентације СФРЈ            | Учествовала као део репрезентације СФРЈ            | Учествовала као део репрезентације СФРЈ            | Учествовала као део репрезентације СФРЈ            | Учествовала као део репрезентације СФРЈ            | Учествовала као део репрезентације СФРЈ            | Учествовала као део репрезентације СФРЈ            | Учествовала као део репрезентације СФРЈ            | Учествовала као део репрезентације СФРЈ            | Учествовала као део репрезентације СФРЈ            | Учествовала као део репрезентације СФРЈ            | Учествовала као део репрезентације СФРЈ            | Учествовала као део репрезентације СФРЈ            | Учествовала као део репрезентације СФРЈ            | Учествовала као део репрезентације СФРЈ            | Учествовала као део репрезентације СФРЈ            |
| 1991 — 1993.                                       | Није учествовала                                   | Није учествовала                                   | Није учествовала                                   | Није учествовала                                   | Није учествовала                                   | Није учествовала                                   | Није учествовала                                   | Није учествовала                                   | Није учествовала                                   | Није учествовала                                   | Није учествовала                                   | Није учествовала                                   | Није учествовала                                   | Није учествовала                                   | Није учествовала                                   | Није учествовала                                   | Није учествовала                                   |
| 1995. Барселона                                    | 1                                                  | 1                                                  | 0                                                  | 1                                                  | 0                                                  | 0                                                  | 0                                                  | 0                                                  | -                                                  | 0                                                  | 0                                                  | 0                                                  | 0                                                  | 0                                                  | 0                                                  | 0                                                  | [ 1 ]                                              |
| 1997. Париз                                        | 1                                                  | 1                                                  | 0                                                  | 1                                                  | 0                                                  | 0                                                  | 0                                                  | 0                                                  | -                                                  | 0                                                  | 0                                                  | 0                                                  | 0                                                  | 0                                                  | 0                                                  | 0                                                  | [ 2 ]                                              |
| 1999. Меабаши                                      | 1                                                  | 1                                                  | 0                                                  | 1                                                  | 0                                                  | 0                                                  | 0                                                  | 0                                                  | -                                                  | 0                                                  | 0                                                  | 0                                                  | 0                                                  | 0                                                  | 0                                                  | 0                                                  | [ 3 ]                                              |
| 2001 — 2004.                                       | Није учествовала                                   | Није учествовала                                   | Није учествовала                                   | Није учествовала                                   | Није учествовала                                   | Није учествовала                                   | Није учествовала                                   | Није учествовала                                   | Није учествовала                                   | Није учествовала                                   | Није учествовала                                   | Није учествовала                                   | Није учествовала                                   | Није учествовала                                   | Није учествовала                                   | Није учествовала                                   | Није учествовала                                   |
| 2006. Москва                                       | 1                                                  | 1                                                  | 0                                                  | 1                                                  | 0                                                  | 0                                                  | 0                                                  | 0                                                  | -                                                  | 0                                                  | 0                                                  | 0                                                  | 0                                                  | 0                                                  | 0                                                  | 0                                                  | [ 4 ]                                              |
| 2008. Валенсија                                    | 1                                                  | 1                                                  | 0                                                  | 1                                                  | 0                                                  | 0                                                  | 0                                                  | 0                                                  | -                                                  | 0                                                  | 0                                                  | 0                                                  | 0                                                  | 0                                                  | 0                                                  | 0                                                  | [ 5 ]                                              |
| 2010. Доха                                         | Није учествовала                                   | Није учествовала                                   | Није учествовала                                   | Није учествовала                                   | Није учествовала                                   | Није учествовала                                   | Није учествовала                                   | Није учествовала                                   | Није учествовала                                   | Није учествовала                                   | Није учествовала                                   | Није учествовала                                   | Није учествовала                                   | Није учествовала                                   | Није учествовала                                   | Није учествовала                                   | Није учествовала                                   |
| 2012. Истанбул                                     | 2                                                  | 1                                                  | 1                                                  | 2                                                  | 0                                                  | 0                                                  | 0                                                  | 0                                                  | -                                                  | 0                                                  | 0                                                  | 0                                                  | 0                                                  | 0                                                  | 0                                                  | 0                                                  | [ 6 ]                                              |
| 2014. Сопот                                        | 1                                                  | 1                                                  | 0                                                  | 1                                                  | 0                                                  | 0                                                  | 0                                                  | 0                                                  | -                                                  | 0                                                  | 0                                                  | 0                                                  | 0                                                  | 0                                                  | 0                                                  | 0                                                  | [ 7 ]                                              |
| 2016. Портланд                                     | Није учествовала                                   | Није учествовала                                   | Није учествовала                                   | Није учествовала                                   | Није учествовала                                   | Није учествовала                                   | Није учествовала                                   | Није учествовала                                   | Није учествовала                                   | Није учествовала                                   | Није учествовала                                   | Није учествовала                                   | Није учествовала                                   | Није учествовала                                   | Није учествовала                                   | Није учествовала                                   | Није учествовала                                   |
| 2018. Бирмингем                                    | 1                                                  | 1                                                  | 0                                                  | 1                                                  | 0                                                  | 0                                                  | 0                                                  | 0                                                  | -                                                  | 0                                                  | 1                                                  | 0                                                  | 0                                                  | 0                                                  | 1                                                  | =39                                                | [ 8 ]                                              |
| Укупно (8)                                         | 9                                                  | 8                                                  | 1                                                  |                                                    | 0                                                  | 0                                                  | 0                                                  | 0                                                  | -                                                  | 0                                                  | 1                                                  | 0                                                  | 0                                                  | 0                                                  | 1                                                  | =39                                                |                                                    |

## Преглед учешћа спортиста Босне и Херцеговине и освојених медаља по дисциплинама на СП у дворани
Стање после СП 2018.
| Дисциплина   | Период | Период   | Укупно | Мушки | Жене |   |   |   |   |
| Дисциплина   | Прво   | Последње | Укупно | Мушки | Жене |   |   |   |   |
| ------------ | ------ | -------- | ------ | ----- | ---- | - | - | - | - |
| 60 м         | 1995   | 1995     | 1      | 1     | 0    | 0 | 0 | 0 | 0 |
| 60 м препоне | 2012   | 2012     | 1      | 0     | 1    | 0 | 0 | 0 | 0 |
| Скок увис    | 1997   | 1999     | 1      | 1     | 0    | 0 | 0 | 0 | 0 |
| Бацање кугле | 2006   | 2018     | 3      | 3     | 0    | 0 | 0 | 0 | 0 |
| Укупно (4)   |        |          | 6      | 5     | 1    | 0 | 0 | 0 | 0 |

Разлика у горње две табеле за 3 учесника настала је у овој табели јер је сваки такмичар без обзира колико је пута учествовао на првенствима и у колико разних дисциплина на истом првенству, рачунат само једном.

## Национални рекорди постигнути на светским првенствима у дворани
| Дисцилина         | Нови рекорд | Атлетича/ка        | Датум, Место           | Стари рекорд | Атлетича/ка | Датум, Место                |
| ----------------- | ----------- | ------------------ | ---------------------- | ------------ | ----------- | --------------------------- |
| Трка на 60 метара | 7,12        | Бранислав Јајчанин | 10. 3. 1995. Барселона |              |             |                             |
| Бацање кугле      | 21,15       | Месуд Пезер        | 3. 3. 2018. Бирмингем  | 20,77        | Месуд Пезер | 17. фебруар, 2018. Истанбул |

## Занимљивости
- Најмлађи учесник: Горана Цвијетић, 23 год, 37 дана (2012)
- Најстарији учесник: Хамза Алић, 33 год, 48 дана (2012)
- Највише учешћа: 3 Хамза Алић, (2006, 2008 и 2012)
- Најбоље пласирани атлетичар: Месуд Пезер 5. место (2018)
- Најбоље пласирана атлетичарка: Горана Цвијетић 26. место (2012)
- Прва медаља: није освојена медаља
- Прва златна медаља: –
- Највише медаља:  –
- Најбољи пласман Босне и Херцеговине: –